# 若菜等
若菜 等（わかな ひとし、1955年 - ）は日本のイラストレーター、絵本作家。
本項では、共同名義である「若菜等+Ki」、および共同制作者である若菜清子についても解説する。

## 解説
埼玉県川口市生まれ。成城高校卒。日本推理作家協会元会員、日本文芸家クラブ会員。父は童画家の若菜珪。
妻の若菜清子（Ki）と共同で製作する事も多く、作品によっては「若菜等+Ki」としてクレジットされる場合もある。共同名義の場合のサインは「HW + Ki」、単独名義の場合のサインは「HW」と使い分けられている。
また「若菜ひとし・きよこ」のペンネームでは、自作の絵本においては著作・挿画ともに担当し、トリックアート絵本『さかさでさかさ』なども手がけている。
他には、テレビドラマ『ひと夏のラブレター』（TBS・1995年）や『ベストパートナー』（TBS・1997年）のタイトルイラストも手がけている。

## 作品一覧

### 絵本
- しかけえほん さかさでさかさ-おまじないでニャンくるワンくるピョンくる（作・絵：「若菜ひとし・きよこ」名義、講談社）
- しゃかしゃかじゅうじゅう（作・絵：「若菜ひとし・きよこ」名義、ひさかたチャイルド／チャイルド本社）
- くるっぺったん（作・絵：「若菜ひとし・きよこ」名義、ひさかたチャイルド／チャイルド本社〈もこちゃんチャイルド〉）
- ことこととろ〜り（作・絵：「若菜ひとし・きよこ」名義、ひさかたチャイルド／チャイルド本社〈もこちゃんチャイルド〉）
- くるくるぎゅっぎゅっ（作・絵：「若菜ひとし・きよこ」名義、ひさかたチャイルド／チャイルド本社〈もこちゃんチャイルド〉）
- ねずみのよめいり（作・絵：「若菜ひとし・きよこ」名義、ひさかたチャイルド／チャイルド本社〈おはなしチャイルド〉）
- おあかあさんはきめたの（作・絵：「若菜ひとし・きよこ」名義、ひさかたチャイルド／チャイルド本社〈おはなしチャイルド〉）
- 絵本版シートン動物記 はたおりすのぼうけん（著：小林清之介、ひさかたチャイルド／チャイルド本社）

### 児童書
- おまかせ探偵局シリーズ 全10巻（著：薫くみこ、ポプラ社〈こども文学館〉〈新・こども文学館〉） / 文庫版 全3巻（ポプラ社文庫）[注釈 3]
- 略奪大作戦シリーズ 全3巻（著：しかたしん、ポプラ社〈創作こども文学〉）[注釈 3]
- 少年探偵 シリーズ 全10冊（著：江戸川乱歩、ポプラ社文庫）
- 不思議の国のアリス（著：ルイス・キャロル、訳：柳瀬尚紀、集英社〈少年少女名作の森〉）
- 怪盗ルパン シリーズ 全10冊（著：モーリス・ルブラン、訳：南洋一郎、ポプラ社文庫）
- ジキル博士とハイド氏（著：ロバート・ルイス・スティーヴンソン、訳：岡本浜江、金の星社〈世界こわい話ふしぎな話傑作集〉）[注釈 3]
- 三銃士ものがたり 全3巻（著：アレクサンドル・デュマ・ペール、訳：吉本直志郎、講談社KK文庫）
- オペラ座の怪人（著：ガストン・ルルー、訳：村松定史、集英社〈子どものための世界文学の森〉）[注釈 2]
- 名探偵ホームズ シリーズ 全16巻（著：アーサー・コナン・ドイル、訳：日暮まさみち、青い鳥文庫）[注釈 2][注釈 4]
- Xの悲劇（著：エラリー・クイーン、訳：越智道雄・越智治美、ポプラ社文庫）[注釈 2][注釈 5]
- Yの悲劇（著：エラリー・クイーン、訳：小林宏明、ポプラ社文庫）[注釈 2][注釈 6]
- Zの悲劇（著：エラリー・クイーン、訳：木下友子、ポプラ社文庫）[注釈 2][注釈 7]

### ノンフィクション・伝記
- 火の鳥伝記文庫
  - 諸葛孔明（著：桜井信夫）
  - 劉備･関羽･張飛　三国志「蜀」の三英雄（著：桜井信夫）
  - クレオパトラ エジプトさいごの女王（著：保永貞夫）
  - ヤマトタケル ヤマトの伝承英雄（著：保永貞夫）
  - 始皇帝 中国を統一した秦の皇帝（著：保永貞夫）
  - 卑弥呼（著：真鍋和子）
- 新選組-新選組をつくった男たち（著：三田村信行）
- 三国志 全5巻（著：三田村信行）
  - 三国志（ポプラポケット文庫）
- 源平盛衰記 全3巻（著：三田村信行）
- 大盗賊石川五右衛門 全3巻（著：長尾剛）
- ジュニア版 水滸伝 全10巻（著：平川陽一）
- ジュニア版 忠臣蔵 全5巻（著：平川陽一）

### 小説
- 妖精作戦（著：笹本祐一、ソノラマ文庫、/初版のみ）
- 風の大陸 氷の島（著：竹河聖、富士見ファンタジア文庫、全3巻）[注釈 2][注釈 8]
- ひとつ火の粉の雪の中（著：秋田禎信、富士見ファンタジア文庫）[注釈 2]
- ファントム戦士伝説 シリーズ（著：竹島将、講談社ノベルス / 講談社文庫、全10巻）[注釈 3]
- 野獣外伝 シリーズ（著：竹島将、天山ノベルズ：第4巻 - 第12巻 / 天山文庫：第4巻 - 第7巻）[注釈 3][注釈 9]
- ハートビート・ベル（著：渡邊由自、ソノラマ文庫、全2巻）
- ラ・ピュセル（著：渡邊由自、角川スニーカー文庫、全3巻）
- 海のエンジェル（著：渡邊由自、小学館キャンバス文庫、全3巻）
- 闘神伝説 （著：今野敏、ベストファンタジーシリーズ：全4巻 / 徳間文庫：上下巻）[注釈 2]
- 大いなる眠り （著：レイモンド・チャンドラー、訳：双葉十三郎、創元推理文庫初版）[要出典]
- 宇宙皇子 地上編（著：藤川桂介、河出書房新社、全10巻）[注釈 10]

### ゲームブック
- ネバーランドのカボチャ男（著：林友彦、創元推理文庫スーパーアドベンチャーゲーム）[注釈 3]

### トレーディングカード
- モンスターコレクション・トレーディング・カード・ゲーム - 下記のシリーズなどにイラストレーターとして参加[注釈 2]。ラクシャーサのカードについてはすべてのイラストを担当している。
  - アニバーサリー（MA2）千年皇国の栄光：2009年2月21日発売、全156枚、計2枚を担当（MA2-034[5]、MA2-038[6]）。
  - STAGE 1（MC3）英雄王の星誕：2009年8月22日発売、全156枚、計4枚を担当（MC3-038[7]、MC3-093[8]、MC3-096[9]、MC3-123[10]）。
  - STAGE 1（MC4）復活の破壊神：2009年11月28日発売、全36枚、計1枚を担当（MC4-031[11]）。
  - STAGE 1（MC5）星剣姫の烙印：2010年2月27日発売、全156枚、計2枚を担当（MC5-102[12]、MC5-116[13]）。
  - STAGE 2（MC8）伏龍殿の覇者：2010年8月20日発売、全156枚、計1枚を担当（MC8-109[14]）。
  - STAGE 2（MC11）暗黒卿の秘儀：2011年2月18日発売、全156枚、計1枚を担当（MC11-060[15]）。